# 小針土建
小針土建株式会社（こはりどけん）は、北海道標津郡中標津町に本社を置く土木建設業の会社である。

## 概要
1920年（大正9年）に中標津町（当時：標津村）の戸数がまだ僅か5戸の頃、小針武雄が橋梁の架替工事を受注し、それを機に小針組を創立した。
- 本社
  - 〒086-1166
  - 北海道標津郡中標津町緑町南2丁目1-1

- 札幌営業所
  - 〒060-0807
  - 北海道札幌市北区北7条西2丁目6　37山京ビル925

## 沿革
- 1921年4月	小針組創業　創業者：小針武雄
- 1950年5月	小針土建株式会社　設立　資本金2,000千円　小針義雄
- 1964年4月	資本金　5,000千円に増資
- 1969年4月	資本金　20,000千円に増資
- 1978年8月	資本金　40,000千円に増資
- 1983年4月	関連会社　株式会社ユニオン設立　資本金10,000千円
- 1985年6月	関連会社　北央舗道株式会社設立　資本金35,000千円
- 1986年2月	代表者取締役　小針　弘
- 1986年2月	資本金　50,000千円に増資
- 1997年7月	釧路営業所開設

## グループ企業
- 株式会社ユニオン
  - 北海道標津郡中標津町緑町南2丁目1-1
- 北央舗道株式会社
  - 北海道標津郡中標津町緑町南2丁目1-1